# Luísa Carlota de Saxe-Altemburgo
Luísa Carlota Maria Inês de Saxe-Altemburgo (em alemão: Luise Charlotte Marie Agnes von Sachsen-Altenburg), (Altemburgo, 11 de agosto de 1874 – Altemburgo, 14 de abril de 1953) foi uma nobre alemã. Era princesa de Saxe-Altemburgo por nascimento e duquesa de Anhalt por casamento.

## Vida
Luísa era filha do príncipe Maurício de Saxe-Altemburgo e da sua esposa, a princesa Augusta de Saxe-Meiningen. O seu pai era filho do duque Jorge e irmão mais novo do duque Ernesto I de Saxe-Altemburgo. A sua mãe era filha do duque Bernardo II de Saxe-Meiningen e da princesa Maria Frederica de Hesse-Cassel. O seu tio, Ernesto I foi sucedido pelo irmão dela, o duque Ernesto II. A sua irmã Isabel era casada com o grão-duque Constantino Constantinovich da Rússia.
Luísa Carlota morreu em Altemburgo em 1953, aos setenta-e-nove anos de idade.

## Casamento e Descendência
Luísa Carlota casou-se com o príncipe-herdeiro Eduardo, filho do duque Frederico I de Anhalt, em Altemburgo, no dia 6 de fevereiro de 1895. O casamento acabou em divórcio em 1918. Tiveram seis filhos juntos:
1. Frederica Margarida de Anhalt (11 de Junho de 1896 - 18 de Novembro de 1896) morreu aos cinco meses de idade.
2. Leopoldo Frederico de Anhalt (10 de Fevereiro de 1897 - 26 de Dezembro de 1898) morreu aos vinte-e-dois meses de idade.
3. Maria Augusta de Anhalt (10 de Junho de 1898 - 22 de Maio de 1983) casada com o príncipe Joaquim da Prússia, filho mais novo do kaiser Guilherme II da Alemanha; com descendência.
4. Joaquim Ernesto de Anhalt (11 de Janeiro de 1901 - 18 de Fevereiro de 1947), casado primeiro com Elisabeth Strickrodt; sem descendência. Casado depois com Editha Marwitz; com descendência.
5. Eugénio de Anhalt (17 de Abril de 1903 - 2 de Setembro de 1980), casado com Anastasia Jungmeier; com descendência.
6. Wolfgang de Anhalt (12 de Julho de 1912 - 10 de Abril de 1936), morreu aos vinte-e-três anos de idade; sem descendência.

## Genealogia
| Luísa Carlota de Saxe-Altemburgo | Pai: Maurício de Saxe-Altemburgo | Avô paterno: Jorge de Saxe-Altemburgo             | Bisavô paterno: Frederico de Saxe-Altemburgo             |
| Luísa Carlota de Saxe-Altemburgo | Pai: Maurício de Saxe-Altemburgo | Avô paterno: Jorge de Saxe-Altemburgo             | Bisavó paterna: Carlota Jorgina de Mecklemburgo-Strelitz |
| Luísa Carlota de Saxe-Altemburgo | Pai: Maurício de Saxe-Altemburgo | Avó paterna: Maria Luísa de Mecklemburgo-Schwerin | Bisavô paterno: Frederico Luís de Mecklemburgo-Schwerin  |
| Luísa Carlota de Saxe-Altemburgo | Pai: Maurício de Saxe-Altemburgo | Avó paterna: Maria Luísa de Mecklemburgo-Schwerin | Bisavó paterna: Helena Pavlovna da Rússia                |
| Luísa Carlota de Saxe-Altemburgo | Mãe: Augusta de Saxe-Meiningen   | Avô materno: Bernardo II de Saxe-Meiningen        | Bisavô materno: Jorge I de Saxe-Meiningen                |
| Luísa Carlota de Saxe-Altemburgo | Mãe: Augusta de Saxe-Meiningen   | Avô materno: Bernardo II de Saxe-Meiningen        | Bisavó materna: Luísa Leonor de Hohenlohe-Langenburg     |
| Luísa Carlota de Saxe-Altemburgo | Mãe: Augusta de Saxe-Meiningen   | Avó materna: Maria Frederica de Hesse-Cassel      | Bisavô materno: Guilherme II, Eleitor de Hesse           |
| Luísa Carlota de Saxe-Altemburgo | Mãe: Augusta de Saxe-Meiningen   | Avó materna: Maria Frederica de Hesse-Cassel      | Bisavó materna: Augusta da Prússia                       |